# 光定
光定（西夏文：𗪚𗏴，1211年七月—1223年九月）是西夏神宗李遵顼的年號，共計13年。
武威南營青嘴灣有出土白釉褐彩罐有題記「光定四年四月卅日」，敦煌莫高窟第443窟內有漢字題記「大[夏]光定己卯九年五月初一日」。

## 改元
- 皇建二年（1211年）——七月三日，改元為光定元年。[4][5][6]
- 光定十三年（1223年）——九月，改元為乾定元年。[4][5]

## 大事記
- 皇建二年——七月三日，李遵頊廢李安全自立。[4]
- 光定十三年——九月，李遵頊退位，李德旺即位。[4][7][5]

## 纪年對照表
| 光定 | 元年   | 二年   | 三年   | 四年   | 五年   | 六年   | 七年   | 八年   | 九年   | 十年   |
| ---- | ------ | ------ | ------ | ------ | ------ | ------ | ------ | ------ | ------ | ------ |
| 公元 | 1211年 | 1212年 | 1213年 | 1214年 | 1215年 | 1216年 | 1217年 | 1218年 | 1219年 | 1220年 |
| 干支 | 辛未   | 壬申   | 癸酉   | 甲戌   | 乙亥   | 丙子   | 丁丑   | 戊寅   | 己卯   | 庚辰   |
| 光定 | 十一年 | 十二年 | 十三年 |        |        |        |        |        |        |        |
| 公元 | 1221年 | 1222年 | 1223年 |        |        |        |        |        |        |        |
| 干支 | 辛巳   | 壬午   | 癸未   |        |        |        |        |        |        |        |

## 同期存在的其他政权年号
- 中國
  - 嘉定（1208年－1224年）：宋—宋寧宗趙擴之年號
  - 天禧（1178年－1211年）：西遼—遼末主耶律直魯古之年號
  - 大安（1209年－1211年）：金—衛紹王完顏永濟之年號
  - 崇慶（1212年－1213年）：金—衛紹王完顏永濟之年號
  - 至寧（1213年）：金—衛紹王完顏永濟之年號
  - 貞祐（1213年－1217年）：金—金宣宗完顏珣之年號
  - 興定（1217年－1222年）：金——金宣宗完顏珣之年號
  - 元光（1222年－1223年）：金—金宣宗完顏珣之年號
  - 天統（1213年－1216年）：金時期—耶律留哥之年號
  - 天賜（1214年）：金時期—劉永昌之年號
  - 天順（1214年）：金時期—楊安兒之年號
  - 興隆（1216年－1217年）：金時期—張致之年號
  - 順天（1216年）：金時期—郝定之年號
  - 天威（1216年）：金時期—耶廝不之年號
  - 天德（1216年）：金時期—耶律金山之年號
  - 天泰（1215年－1223年）：金時期—蒲鮮萬奴之年號
  - 天開（1205年－1225年）：大理—段智祥之年號
- 越南
  - 建嘉（1211年－1224年）：李朝—李旵之年號
- 日本
  - 承元（1207年－1211年）：土御門天皇之年号
  - 建曆（1211年－1214年）：順德天皇之年號
  - 建保（1214年－1219年）：順德天皇之年號
  - 承久（1219年－1222年）：順德天皇、仲恭天皇與後堀河天皇之年號
  - 貞應（1222年－1224年）：後堀河天皇之年號

## 深入閱讀
- 李崇智. . 北京: 中華書局. 2004年12月. ISBN 7101025129.
- 鄧洪波.  (pdf). 臺北: 國立臺灣大學東亞經典與文化研究計劃. 2005年3月  [2021-12-13]. ISBN 9789860005189. （原始内容存档于2007-08-25）.
- 長部和雄.  (pdf). 東京: 京都大學. 1933年7月1日  [2021年12月13日]. ISBN. （原始内容存档 (PDF)于2021年12月9日）.
- 長部和雄.  (pdf). 東京: 京都大學. 1933年10月1日  [2021年12月18日]. ISBN. （原始内容存档 (PDF)于2021年12月18日）.

## 參看
- 中國年號索引

| 前一年號： 皇建 | 西夏年号 1211年－1223年 | 下一年號： 乾定 |